# نیو کوردل (اکلاهما)
نیو کوردل(به انگلیسی: New Cordell) شهری در ایالت اکلاهما کشور ایالات متحده آمریکا است که جمعیت آن در سرشماری سال ۲۰۱۰ میلادی، ۲٬۹۱۵ نفر بوده‌است.